# Quesmy
Quesmy ist eine französische Gemeinde mit 172 Einwohnern (Stand: 1. Januar 2022) im Département Oise in der Region Hauts-de-France (vor 2016 Picardie). Sie gehört zum Arrondissement Compiègne und zum Gemeindeverband Pays Noyonnais. 

## Geografie
Quesmy liegt im Pays Noyonnais etwa 45 Kilometer nordöstlich von Compiègne. Umgeben wird Quesmy von den Nachbargemeinden Guiscard im Norden, Maucourt im Osten, Grandrû im Süden und Südosten sowie Crisolles im Westen.

## Bevölkerungsentwicklung
| Jahr                      | 1962 | 1968 | 1975 | 1982 | 1990 | 1999 | 2006 | 2013 |
| ------------------------- | ---- | ---- | ---- | ---- | ---- | ---- | ---- | ---- |
| Einwohner                 | 144  | 156  | 172  | 142  | 136  | 165  | 196  | 178  |
| Quelle: Cassini und INSEE |      |      |      |      |      |      |      |      |

## Sehenswürdigkeiten
- Kirche Saint-Médard (siehe auch: Liste der Monuments historiques in Quesmy)
- Schloss Quesmy